# Calystegia collina
Calystegia collina är en vindeväxtart som först beskrevs av Edward Lee Greene, och fick sitt nu gällande namn av Richard Kenneth Brummitt. Calystegia collina ingår i släktet snårvindor, och familjen vindeväxter.

## Underarter
Arten delas in i följande underarter:
- C. c. collina
- C. c. oxyphylla
- C. c. tridactylosa
- C. c. venusta

## Bildgalleri

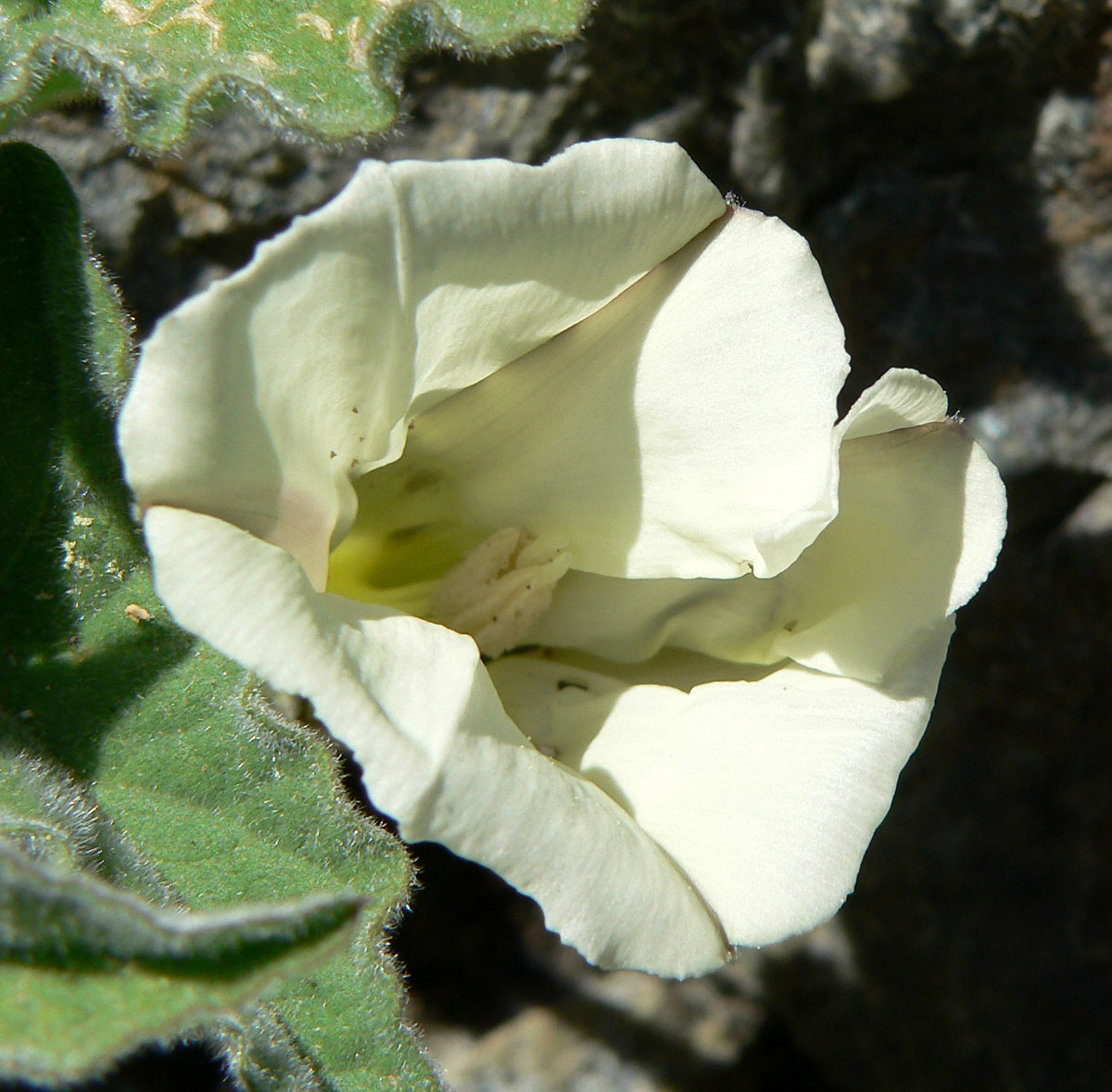
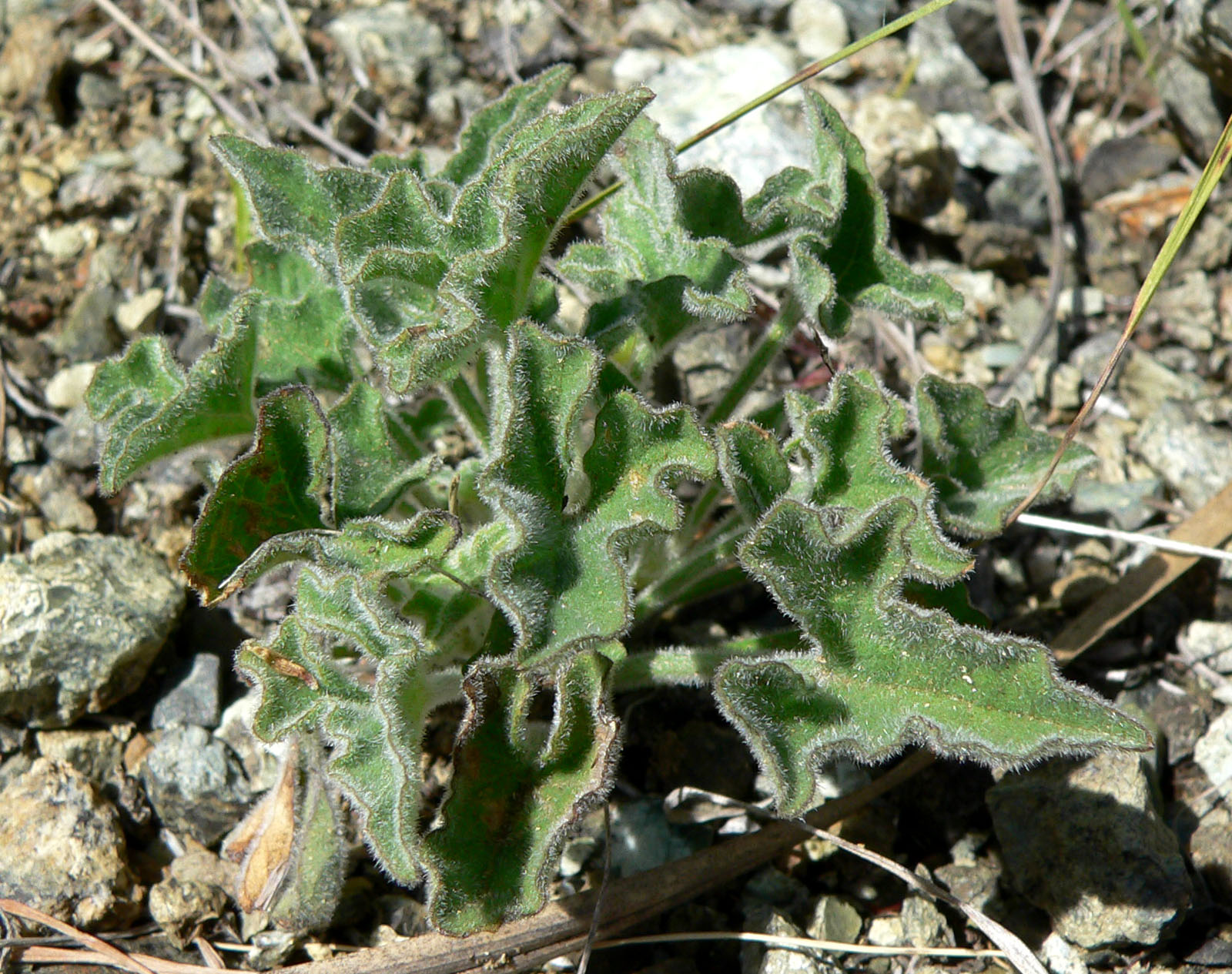